# Gardzko
Gardzko (niem. Hohenkarzig bei Friedeberg (Neumark))  – wieś w Polsce położona w województwie lubuskim, w powiecie strzelecko-drezdeneckim, w gminie Strzelce Krajeńskie.
Miejscowość położona w odległości 5 km na południowy wschód od Strzelec, przy drodze do Drezdenka. Na terenie wsi istnieją ślady osadnictwa prawdopodobnie kultury łużyckiej. 
W latach 1975–1998 miejscowość administracyjnie należała do województwa gorzowskiego.
Miejsce śmierci Franza von Brenkenhoffa, budowniczego Kanału Bydgoskiego.

## Zabytki
Do wojewódzkiego rejestru zabytków wpisany jest:
- Kościół ewangelicki, obecnie rzymskokatolicki filialny pw. św. Jana Chrzciciela, z 1870 roku w stylu neoromańskim. Powstał w najstarszej części wsi. Zapewne na miejscu starszego sanktuarium. Budynek wzniesiony na planie krzyża greckiego, orientowany, z osią. Zaakcentowana apsyda prezbiterialna i wieża. Apsyda jest poligonalna z zewnątrz i półokrągła w środku. Wieża na rzucie prostokąta zbliżonego do kwadratu. Wnętrze na rzucie krzyża kwadratowego. Środkowe przęsło wydzielone szerokimi gurtami. Nakryte czteroramiennym sklepieniem gwiaździstym. Przęsła boczne - odcinkami sklepienia kolebkowego z półokrągłymi lunetami. Nad otworami okiennymi w części zachodniej znajduje się murowana empora organowa wsparta na dwóch filarach. Przęsło przestrzeni pod emporą jest zabudowane ścianami zakrystii.

- Dzwony kościelne znajdują się przed wejściem do kościoła. Znajdowały się one w dzwonnicy, która obecnie jest w złym stanie technicznym. Są dwa dzwony. Większy dzwon jest obecnie pęknięty, nie wiadomo z jakiej przyczyny. Pochodzi on z roku 1525. Jego dolna średnica to 84 cm, a waga to 365 kg.[5] Mniejszy dzwon jest młodszy i pochodzi z roku 1714. Prezentuje się równie okazale choć jego waga to ok. 210 kg a dolny obwód to 70 cm.[5]